# 棕色藍鯛
棕色藍鯛（學名：Azurina intercrusma），是輻鰭魚綱鱸形目雀鯛科藍鯛屬的其中一種，分布於東太平洋區，從秘魯布蘭科角至智利塔拉帕卡海域，深度0至15公尺，本魚體呈卵圓形且側扁，背鰭硬棘12枚、背鰭軟條13-14枚、臀鰭硬棘2枚、臀鰭軟條12-14枚，體長可達29公分，棲息在岩礁區，成小群行動，以浮游生物為食，繁殖期成對出現，雄魚會守護魚卵至孵化，生活習性不明。